# Roosisaare
Roosisaare is een plaats in de Estlandse gemeente Võru vald, provincie Võrumaa. De plaats heeft de status van dorp (Estisch: küla) en telt 45 inwoners (2021).
Roosisaare ligt tussen twee meren in: in het westen het Vagula järv en in het oosten het Tamula järv. Het Vagula järv valt bestuurlijk onder het dorp Vagula, het Tamula järv onder de stad Võru. De rivier Võhandu komt bij het dorp Järvere in het Vagula järv uit en gaat bij Roosisaare weer verder.

## Geschiedenis
Roosisaare werd pas in 1923 voor het eerst genoemd als dorp op het voormalige landgoed Alt-Kasseritz (Kasaritsa).